# ロード・オブ・ザ・リングス オンライン
『ロード・オブ・ザ・リングス オンライン』（The Lord of the Rings Online）は、『指輪物語』を原作としたMMORPG。Turbine社によって開発され、北米では2007年4月24日よりサービスを開始。日本でもさくらインターネットの手によって日本語化され、2007年6月1日よりサービスを開始した。ヨーロッパ、韓国、ロシア、中国でもサービスが行われている。
頭文字をとって「LotRO」と呼ばれてもいる。
日本語版による運営は2009年9月30日サービス終了。
現在北米では月額無料でも遊べる(月額定額などの課金も選択可能)ようになっており、日本語版の終了に伴って北米版で遊ぶユーザーも存在している。
有志により日本語のwiki運営やクエストの翻訳なども行われている。

## 概要

### 世界観
『指輪物語』の世界観を忠実に再現した中つ国を舞台にしており、ゲーム用に、原作にはなかった新たな設定を独自に加えている。

### ゲームシステム
クエストが非常に豊富に用意されており、プレイヤーは敵を倒して経験値を稼ぎレベルを上げるのではなく、クエストをクリアしていくことによってレベルを上げるのが基本となっている。